# Lista de lideres da Ucrânia
O presidente é o chefe de estado da Ucrânia. Atualmente é eleito pela população para um mandato de 5 anos.
Esta é a lista dos presidentes e chefes de estado da Ucrânia após 1917.

## Chefes de Estado da República Popular da Ucrânia (1917-1921)
A República Popular da Ucrânia foi formada após a Revolução Russa de 1917, e durou até a Paz de Riga, celebrada em março de 1921, e que pôs fim ao conflito entre a Rússia Soviética e a Polônia. Esta é a lista dos chefes de estado do país neste período. Na época, nenhum deles teve oficialmente o título de "presidente".
| Chefe de estado       | Retrato | Início do mandato       | Fim do mandato          |
| --------------------- | ------- | ----------------------- | ----------------------- |
| Mykhailo Hrushevskyi  |         | 27 de março de 1917     | 29 de abril de 1918     |
| Pavlo Skoropadsky     |         | 29 de abril de 1918     | 14 de dezembro de 1918  |
| Volodymyr Vynnychenko |         | 14 de dezembro de 1918  | 11 de fevereiro de 1919 |
| Symon Petliura        |         | 11 de fevereiro de 1919 | 7 de maio de 1921       |

## Presidentes da República Popular da Ucrânia (no exílio) (1926-1991)
Após a derrota do movimento nacionalista pró-independência e a incorporação da Ucrânia à União Soviética, alguns políticos que emigraram do país criaram o "governo da Ucrânia no exílio", que existiu até a queda do comunismo na União Soviética e a nova independência da Ucrânia. Esta é a lista dos 4 presidentes da República Popular da Ucrânia no exílio (1926-1991).
| Presidente                   | Imagem | Início do mandato     | Fim do mandato        |
| ---------------------------- | ------ | --------------------- | --------------------- |
| Andriy Livytskyi             |        | 25 de maio de 1926    | 17 de janeiro de 1954 |
| Stepan Vytvytskyi            |        | 17 de janeiro de 1954 | 9 de outubro de 1965  |
| Mykola Andriyovych Livytskyi |        | 9 de outubro de 1965  | 8 de dezembro de 1989 |
| Mykola Plaviuk               |        | 8 de dezembro de 1989 | 22 de agosto de 1992  |

## Presidente da República da Ucrânia (1991-presente)
No dia 24 de agosto de 1991 a Ucrânia declarou-se independente da União Soviética. As primeiras eleições livres foram realizadas no dia 1 de dezembro do mesmo ano. O vencedor foi Leonid Kravtchuk, que tomou posse no mesmo dia.
| Nº | Presidente           | Retrato | Início do mandato       | Fim do mandato          |
| -- | -------------------- | ------- | ----------------------- | ----------------------- |
| 1  | Leonid Kravtchuk     |         | 24 de agosto de 1991    | 19 de julho de 1994     |
| 2  | Leonid Kutchma       |         | 19 de julho de 1994     | 23 de janeiro de 2005   |
| 3  | Viktor Yushchenko    |         | 23 de janeiro de 2005   | 25 de fevereiro de 2010 |
| 4  | Víktor Yanukóvych    |         | 25 de fevereiro de 2010 | 22 de fevereiro de 2014 |
| —  | Oleksandr Turtchynov |         | 23 de fevereiro de 2014 | 7 de junho de 2014      |
| 6  | Petro Poroshenko     |         | 7 de junho de 2014      | 20 de maio de 2019      |
| 7  | Volodymyr Zelensky   |         | 20 de maio de 2019      | Presente                |